# 袁筱一
袁筱一（1973年4月25日—），女，江苏吴江人，毕业于华东师范大学、南京大学，现任华东师范大学法语系教授，思勉人文高等研究院院长。

## 生平
1993年，袁筱一从华东师范大学法语系本科毕业。1999年，袁筱一取得南京大学博士学位。2018年12月18日，袁筱一出任上海市作家协会副主席。2019年12月20日，袁筱一出任上海翻译家协会第7届理事会副会长。

## 作品

### 著作
- . 上海市: 华东师范大学出版社. 2019-05-01. ISBN 9787567588929.

- . 天津市: 南开大学出版社. 2013-08-01. ISBN 9787310042722.

- 袁筱一; 王静. . 重庆市: 重庆出版社. 2016-12-01. ISBN 9787229114930.

- 袁筱一; 邹东来. . 上海市: 上海人民出版社. 2000-01-01. ISBN 9787208101494.

- 许钧; 袁筱一. . 江苏省南京市: 南京大学出版社. 2000-01-01. ISBN 9787305031458.

### 译著
- . 上海市: 上海书店出版社. 2000-01-01. ISBN 9787545800982.

- . 安徽省黄山市: 黄山书社. 2009-07-01. ISBN 9787546105406.

- 玛丽·尼米埃. . 北京市: 译林出版社. 2015-11-01. ISBN 9787544759137.

- 米兰·昆德拉. . 上海市: 上海译文出版社. 2014-08-01. ISBN 9787532766420.

- 阿德莱尔. . 重庆市: 重庆大学出版社. 2014-08-01. ISBN 9787562484493.

- 杜拉斯. . 北京市: 作家出版社. 2007-01-01. ISBN 9787506338790.

- 伊莱娜·内米洛夫斯基. . 北京市: 人民文学出版社. 2018-10-01. ISBN 9787020145690.

- 莫迪亚诺. . 北京市: 人民文学出版社. 2016-09-01. ISBN 9787020115273.

- 艾瑞克·巴图. . 广西壮族自治区: 广西师范大学出版社. 2020-04-01. ISBN 9787549575374.

- 艾瑞克·巴图. . 北京市: 北京联合出版公司. 2012-02-01. ISBN 9787550203440.

- 艾瑞克·巴图. . 北京市: 北京联合出版公司. 2012-02-01. ISBN 9787550203501.

- 艾瑞克·巴图. . 广西壮族自治区: 广西师范大学出版社. 2019-03-01. ISBN 9787559815088.

- 蒂皮·德格雷. . 北京市: 接力出版社. 2020-10-01. ISBN 9787544868259.

- 米歇尔·皮克马尔文. . 北京市: 北京联合出版公司. 2012-02-01. ISBN 9787550203495.

- 高提埃·大卫. . 北京市: 明天出版社. 2017-12-01. ISBN 9787533294670.

- 蕾拉·斯利玛尼. . 浙江省杭州市: 浙江文艺出版社. 2018-03-01. ISBN 9787533951757.

- 恩迪亚耶. . 北京市: 译林出版社. 2011-04-01. ISBN 9787544716260.

- 洛埃. . 湖北省: 长江少年儿童出版社. 2016-05-01. ISBN 9787556038701.

- 沃尔夫·埃布鲁赫. . 北京市: 北京联合出版公司. 2013-06-01. ISBN 9787550214507.

- 大卫. . 北京市: 新星出版社. 2009-05-01. ISBN 9787802257009.

- . 北京市: 北京联合出版公司. 2012-07-01. ISBN 9787550208087.

- 伊莱娜·内米洛夫斯基. . 北京市: 人民文学出版社. 2018-09-01. ISBN 9787020140077.

- 让-雅克·卢梭. . 江苏省南京市: 南京大学出版社. 2017-01-01. ISBN 9787305177378.

- 勒克莱齐奥. . 北京市: 人民文学出版社. 2012-05-01. ISBN 9787020091447.

- 勒克莱齐奥. . 北京市: 人民文学出版社. 2010-02-01. ISBN 9787020078530.

- 勒克莱齐奥. . 北京市: 人民文学出版社. 2009-12-01. ISBN 9787020077366.

- 皮沃. . 上海市: 上海文化出版社. 2005-01-01. ISBN 9787806467640.

- 埃利·威塞尔. . 广东省广州市: 南海出版公司. 2014-08-01. ISBN 9787544271769.

- 蕾拉·斯利玛尼. . 浙江省杭州市: 浙江文艺出版社. 2017-08-01. ISBN 9787533949280.

- 里卡尔. . 上海市: 上海译文出版社. 2005-01-01. ISBN 9787532736058.

- 安德烈·高兹. . 江苏省南京市: 南京大学出版社. 2010-04-01. ISBN 9787305067457.

## 奖项
2018年11月24日，《温柔之歌》，第10届傅雷翻译出版奖文学类奖。